# Enerhodar
Enerhodar (ukránul: Енергода́р, oroszul: Энергодар, jelentése: az energia ajándéka) város Ukrajnában, a Zaporizzsjai terület északnyugati szélén. A Dnyeper folyó déli partján, a Kahovkai-víztározó Nyikopollal szemközti oldalán található. Jelentős energetikai központ, itt található az ország és Európa legnagyobb teljesítményű atomerőműve, a zaporizzsjai atomerőmű, valamint második legnagyobb hőerőműve, a zaporizzsjai hőerőmű. A 2022-es becslések szerint lakossága 52 237 fő, közülük mintegy 11 000-en dolgoznak az atomerőműben. A várost 2022-ben megszállták az orosz erők, így egy lehetséges nukleáris katasztrófa veszélye miatt a nemzetközi figyelem központjába került.

## Története

### A város alapításától 2022-ig
A várost az akkori Szovjetunióban 1970. június 12-én a zaporizsjai hőerőmű megépítésével együtt alapították, így az Ukrán SZSZK egyik legfiatalabb településének számít. Az első két évben névtelen maradt, 1972-ben kapta az Energodar nevet, 1985. augusztus 14-én pedig várossá nyilvánították. A zaporizzsjai atomerőmű 1981-es megépítésével a városé lett Európa legnagyobb, 6000 megawatt beépített kapacitású atomerőműve, amely egyben a környék legnagyobb munkaadója. A Szovjetunió felbomlását követően a függetlenné váló Ukrajna része lett, és nevét az ukrán nyelvű Enerhodar alakra változtatták.
2004. május 6-án az atomerőmű az újságok címlapjára került, amikor tűz ütött ki az ukrán hadsereg mindössze 40 km-re lévő fegyverraktárában, ahol az egykori Vörös Hadsereg régi készleteit tárolták. A több napig kontrollálhatatlan tűzben a tüzérségi lövedékek és a páncéltörő rakéták felrobbantak és irányíthatatlanul repültek minden irányba, veszélyeztetve ezzel a nukleáris létesítményt is.

### A 2022-es orosz–ukrán háború
2022. február 28-án Oroszország azt állította, hogy az Ukrajna elleni orosz invázió részeként elfoglalta a várost és a zaporizzsja atomerőművet. Dmitro Orlov, Enerhodar polgármestere később tagadta ezt az állítást.
A város tényleges bekerítésére március 1-jén került sor. Az ukrán hadsereg nem próbálta meg fegyveresen megvédeni a várost, mivel fennállt az esélye, hogy a támadó oroszok eltalálhatják az atomerőművet, ami súlyos nukleáris katasztrófával fenyegetett volna. A helyi lakosság ugyan jelentős ellenállást tanúsított, de a város néhány napon belül elesett. Az Ukrán Délkeleti Katonai Parancsnokság március 7-én megerősítette, hogy az orosz erők elfoglalták a települést.
Az ukrán katonai hírszerzés szerint körülbelül 1000 orosz katona állomásozott Enerhodarban, további 500 pedig a szomszédos atomerőmű területén, ahonnan az orosz csapatok a Dnyeper folyó ukrán ellenőrzése alatt álló oldalán fekvő Nyikopol városát lőtték. Az oroszok a nemzetközi jogot is megsértve csapatokat állomásoztattak az atomerőmű területén, élő pajzsként használva azt, míg a dolgozókat hetekre túszul ejtették és kényszerítették a munka folytatására. Május végén robbantásos merényletet követtek el az orosz megszállók által kinevezett polgármester, Andrij Sevcsik ellen, de ő és testőrei súlyos sérülésekkel túlélték az esetet.
Az erőmű területét időközben több találat is érte, az oroszok leválasztották az ukrán elektromos hálózatról, később le is állították azt. Hosszas egyeztetés után a Nemzetközi Atomenergia-ügynökség tagjai szeptember 1-jén bejuthattak a létesítménybe, és beszámolhattak annak állapotáról. Néhány nappal később megsérült egy vezeték, így a város áram- és vízellátása is megszűnt. Szeptember 11-én leállították az erőmű utolsó reaktorát is, hogy minimalizálják a reaktormag-leolvadás veszélyét. Novemberben sikerült megoldani a város távfűtését, mivel az azt biztosító hőerőművet is le kellett állítani, így az atomerőmű vette át annak szerepét.
2023 májusában a várható ukrán ellentámadás miatt a város lakosságának egy részét az orosz csapatok evakuálták. Míg 2023 májusának elején még körülbelül 15 000 ember élt Enerhodarban, az önkéntes evakuálásra vonatkozó felszólítás a hírek szerint további 2 000 fővel csökkentette az ottmaradók számát.

## Népesség
A 2001-es népszámláláskor a lakosság 57,1%-a vallotta magát ukránnak, 39,8% orosznak, 0,8% fehérorosznak, 2,3% pedig egyéb nemzetiséget jelölt meg. Ugyanekkor a helyiek 37,81%-a jelölte meg anyanyelveként az ukránt, míg az oroszt 61,69%.
| Év   | Népesség |
| ---- | -------- |
| 1979 | 14 043   |
| 1989 | 47 100   |
| 2001 | 56 242   |
| 2005 | 54 689   |
| 2011 | 54 484   |
| 2020 | 53 343   |

## Híres szülöttei
A városban született 1976. szeptember 23-án Volodimir Petrovics Szidorenko WBA-világbajnok, Európa-bajnok és olimpiai bronzérmes ökölvívó.

## Fordítás
- Ez a szócikk részben vagy egészben  az   Enerhodar című német Wikipédia-szócikk ezen változatának fordításán alapul.  Az eredeti cikk szerkesztőit annak laptörténete sorolja fel. Ez a jelzés csupán a megfogalmazás eredetét és a szerzői jogokat jelzi, nem szolgál a cikkben szereplő információk forrásmegjelöléseként.

- Ez a szócikk részben vagy egészben  az   Enerhodar című angol Wikipédia-szócikk ezen változatának fordításán alapul.  Az eredeti cikk szerkesztőit annak laptörténete sorolja fel. Ez a jelzés csupán a megfogalmazás eredetét és a szerzői jogokat jelzi, nem szolgál a cikkben szereplő információk forrásmegjelöléseként.